# Luděk Marks
Luděk Marks (* 11. listopadu 1963, Ústí nad Labem) je český básník, redaktor a archeolog, představitel tzv. druhé vlny českého undergroundu.

## Život
Pochází z Ústí nad Labem, v 80. letech se aktivně zapojil do undergroundového společenství. Spolu např. s Jáchymem Topolem, Vítem Kremličkou nebo J. H. Krchovským bývá řazen k nejvýraznějším básnickým talentům nejmladší undergroundové generace. S J. H. Krchovským ho dále pojí dekadentní směřování jeho poezie s důrazem na vybroušenou básnickou formu. Oproti svým generačním souputníkům, sdruženým zejména kolem časopisu Revolver Revue, se více sblížil se starším okruhem časopisu Vokno, kde také působil jako literární redaktor.
Své básně publikoval v samizdatových sbornících Už na to seru, protože to mám za pár a Almanach básníků pražského undergroundu — 9× Kontra. Po revoluci vydal sbírku Stín svícnu, vydání další sbírky však překazila smrt nakladatele, a další kniha Po hadí kůži tak vyšla až v roce 2017. Jeho texty zhudebnili David Koller a Vladimír Mišík.
Pracuje jako archeolog v Muzeu města Ústí nad Labem, kde mimo jiné kresebně dokumentuje archeologické nálezy z regionu.

## Dílo
- Stín svícnu (Vokno 1994)
- Po hadí kůži (Host 2017)